# Pyrolusit
Pyrolusit är ett ganska vanligt och viktigt malmmineral som huvudsaklligen består av den kemiska föreningen mangandioxid MnO2.Pyrolusit kan fällas ut i myrar, sjöar eller hav. Ofta bildas mineralet som ett sekundärmineral i manganrika miljöer.
Det är ett mineral med svart, amorft utseende, ofta med en granulär, fibrös eller kolonnformad struktur, ibland bildande reniforma skorpor. Den har en metallisk lyster, en svart eller blåsvart streckfärg och smutsar lätt ner fingrarna vid beröring. Den specifika vikten är cirka 4,8. Dess namn kommer från grekiskan för eld och att tvätta, med hänvisning till dess användning som ett sätt att ta bort färgnyanser från glas.

## Förekomst

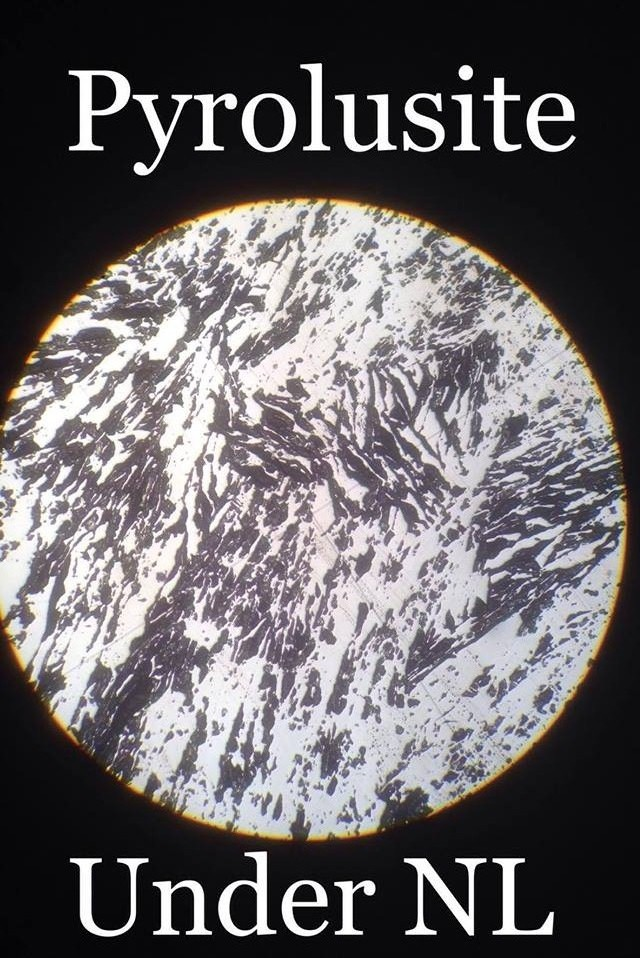
Mikroskopisk bild av pyrolusit

Pyrolusit och romanekit tillhör de vanligaste manganmineralerna. Pyrolusit förekommer tillsammans med manganit, hollandit, hausmannit, braunit, kryptomelan, chalkofanit, goethit och hematit under oxiderande förhållanden i hydrotermiska avlagringar. Det förekommer också i myrar och beror ofta på förändringar av manganit.

## Användning
Metallen utvinns genom reduktion av oxiden med natrium, magnesium, aluminium eller genom elektrolys. Pyrolusit används i stor utsträckning för tillverkning av spegeleisen och ferromangan och av olika legeringar som manganbrons. Som ett oxidationsmedel används den vid framställning av klor; i själva verket beskrevs själva klorgasen först av Carl Wilhelm Scheele 1774 utifrån reaktionsprodukterna av pyrolusit och saltsyra. Naturlig pyrolusit har använts i batterier, men högkvalitativa batterier kräver syntetiska produkter. Pyrolusit används också för att bereda desinfektionsmedel (permanganater) och för att avfärga glas. När det blandas med smält glas oxiderar den det järnhaltiga järnet till ferrojärn och släpper ut de gröna och bruna nyanserna (gör det klassiskt användbart för glasmakare som avfärgare). Som ett färgmaterial används det vid kalikotryckning och färgning för att ge violetta, bärnstensfärgade och svarta färger till glas, keramik och tegelstenar och vid tillverkning av gröna och violetta färger.

## Dendritisk manganoxid
Svarta manganoxider med en dendritisk kristallform som ofta finns på sprick- eller bergytor antas ofta vara pyrolusit även om noggranna analyser av många exempel på dessa dendriter har visat att ingen av dem i själva verket är pyrolusit. Istället är de andra former av manganoxid.

## Historik
Några av de mest kända tidiga grottmålningarna i Europa utfördes med hjälp av mangandioxid. Block av pyrolusit finns ofta på neandertalplatser. Det kan ha bevarats som ett pigment för grottmålningar, men det har också föreslagits att det pulveriserats och blandats med tindersvamp för att tända eld. Mangandioxid, i form av umbra, var ett av de tidigaste naturliga ämnena som användes av människans förfäder. Den användes som pigment åtminstone från mellanpaleolitikum. Det kan också ha använts av neandertalarna vid eldslagning.
De gamla grekerna hade en term μάγνης eller Μάγνης λίθος ("Magnes lithos") som betyder sten i området som kallas Μαγνησία (Magnesia), som syftar på Magnesia i Thessalien eller till områden i Mindre Asien. Två mineral kallas μάγνης, nämligen lodeston och pyrolusit (mangandioxid). Senare användes termen μαγνησία för mangandioxid. På 1500-talet kallades den "mangan". Det kallades också alabandicus (från Alabanda-regionen i Mindre Asien) och braunstein. Så småningom kom namnet på grundämnet mangan från "mangan", medan "magnesia" kom att betyda oxiden av ett annat grundämne, magnesium.

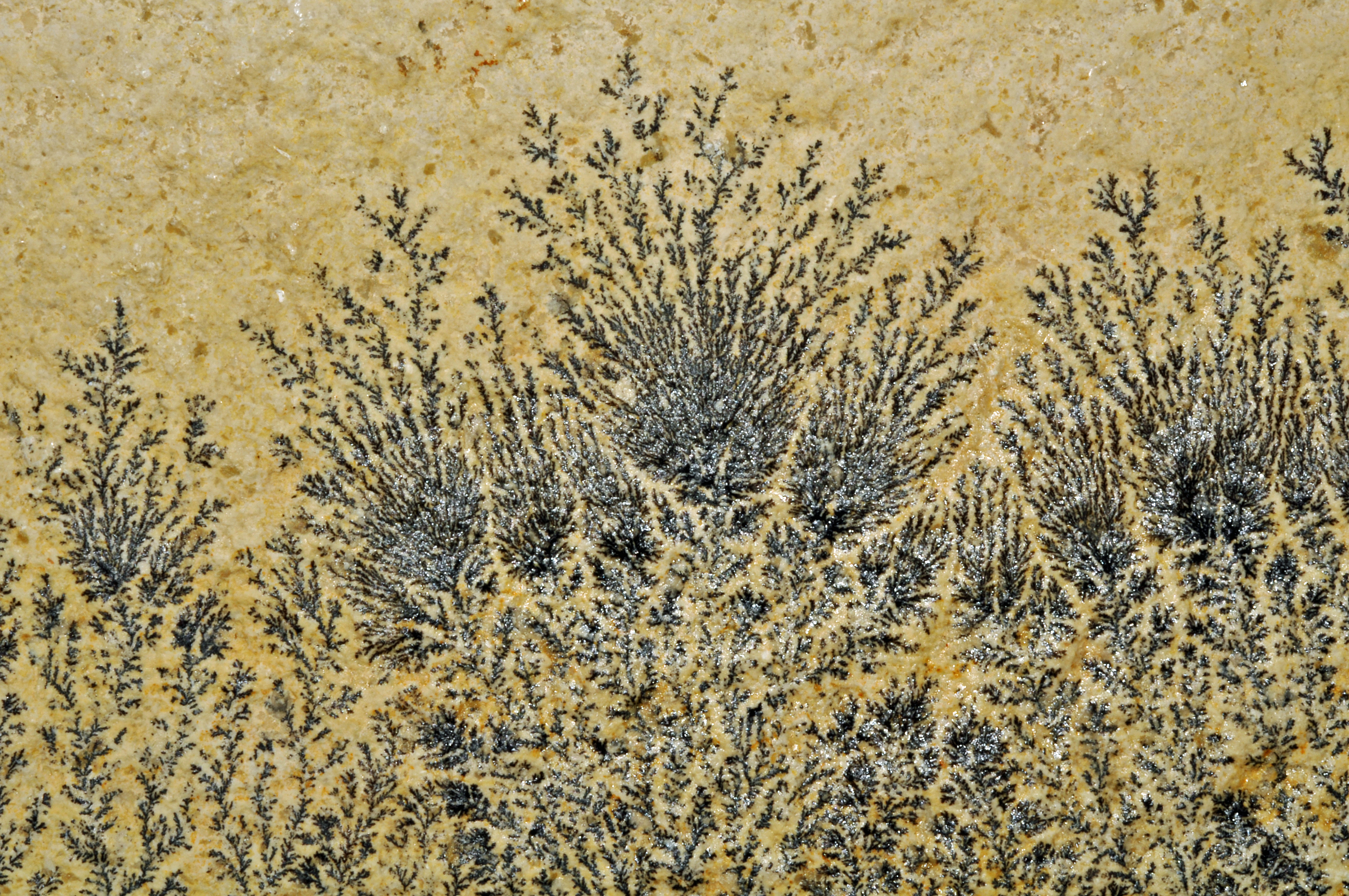
På denna kalksten bildar dendriter av pyrolusit.
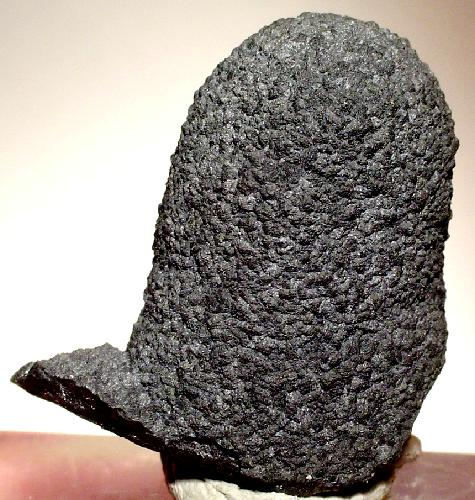
Pyrolusit från Sydafrika
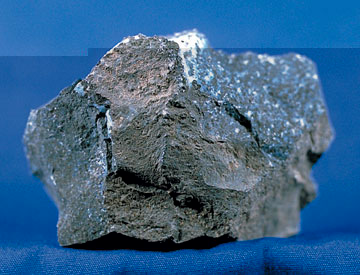
Pyrolusit utan tydliga kristaller.
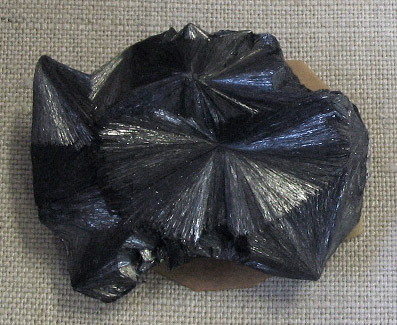
Pyrolusit från Tyskland.